# Open Heart Zoo
Open Heart Zoo es el primer álbum del artista alternativo inglés Martin Grech. Fue lanzado en el año 2002, y consiguió bastante éxito y fama debido a que el tema homónimo, escrito cuando tenía 19 años, fue usado de banda sonora en un anuncio televisivo de Lexus, una compañía automovilística, para el Lexus SC. 
Su álbum debut fue producido por Andy Ross, y alcanza rápidamente un gran prestigio, llegando a ser comparada esta grabación con trabajos de The Cure, Radiohead, Nine Inch Nails y Jeff Buckley. Grech realiza posteriormente una gira por el Reino Unido que culminará su éxito.

## Lista de canciones
1. "Here It Comes " – 5:02
2. "Open Heart Zoo " – 5:20
3. "Dalí " – 5:38
4. "Tonight " – 5:07
5. "Push " – 4:59
6. "Only One Listening " – 4:51
7. "Notorious " – 4:55
8. "Penicillin " – 4:47
9. "Catch Up " – 3:46
10. "Twin " – 4:41
11. "Death of a Loved One " – 20:50*
12. "Ill" - 3:52

- La duración de "Death of a Loved One" es 6:53 — entonces hay 10:05 de silencio antes de que comience la pista extra — "Ill" (ill) begins. The duration of "Ill" is 3:52.

- Datos: Q3883304